# Donald Verrilli, Jr.
Donald Beaton Verrilli, Jr. dit Don Verrilli, né le 29 juin 1957 à New Rochelle, est un avocat et juriste américain, avocat général des États-Unis du 9 juin 2011 au 25 juin 2016. Nommé à ce poste par Barack Obama le 26 janvier 2011, il est confirmé au Sénat le 6 juin suivant par 72 voix contre 16.

## Biographie
Après avoir obtenu son diplôme de l'école de droit, Verrilli sert en tant qu'assistant de justice auprès du juge J. Skelly Wright de la cour d'appel des États-Unis pour le circuit du district de Columbia, de 1983 à 1984, puis auprès du juge à la Cour suprême des États-Unis William J. Brennan, Jr, de 1984 à 1985.
Verrilli est membre de la Columbia Law School de 1985 à 1986. Il rejoint la firme Ennis Friedman & Bersoff à Washington, et y travaille de 1986 à 1988. Il travaille ensuite pour Jenner & Block LLP en 1988 à titre d'associé, pour devenir ensuite partenaire. Pendant son emploi chez Jenner & Block, Verrilli est également professeur auxiliaire au Washington College of Law de l'American University (printemps 1995) et au Georgetown University Law Center (de 1992 à 2008).
Chez Jenner & Block, Verrilli se spécialise dans les télécommunications, les médias et la législation entourant le premier amendement de la constitution américaine. En 2005, il représente la Recording Industry Association of America (la RIAA) devant la Cour suprême dans la décision MGM Studios, Inc. v. Grokster, Ltd., qui statue que l'éditeur de logiciels de partage de fichiers Grokster peut être poursuivi pour la violation de copyright dont se rendent coupables les utilisateurs de leur logiciel. En 2007, Verrilli représente Viacom dans la décision Viacom International Inc. v. YouTube, Inc.. La même année, il représente la RIAA dans la décision Capitol v. Thomas, dans laquelle Jammie Thomas-Rasset est condamné à payer 220 000 USD pour avoir partagé 24 chansons. Verrilli s'oppose à la réouverture du procès,.